# 国際肺癌学会
国際肺癌学会（こくさいはいがんがっかい、英語: International Association for the Study of Lung Cancer、IASLC)は、予防、研究、教育、改善された治療を通じて肺癌死亡を減少させることを唯一の使命とする世界で最大の専門家組織である。1974年設立、本部は米国デンバーに置かれ、80の国々の3,500名を越える肺癌の専門家によって構成されている。